# Georg Steindorff
Georg Steindorff (né le 12 novembre 1861 à Dessau - mort le 28 août 1951 à Hollywood) est un égyptologue allemand.

## Biographie
Georg Steindorff a obtenu un doctorat d'égyptologie à l'Université de Göttingen en 1884 avec une thèse en linguistique sur les formes des noms en copte.
En 1893, l'Université de Leipzig l'a nommé à la chaire d'égyptologie, précédemment détenue par Georg Moritz Ebers. La collection égyptienne avait été fondée par l'archéologue Gustav Seyffarth, mais Steindorff a constitué la collection qui en a fait un véritable musée.

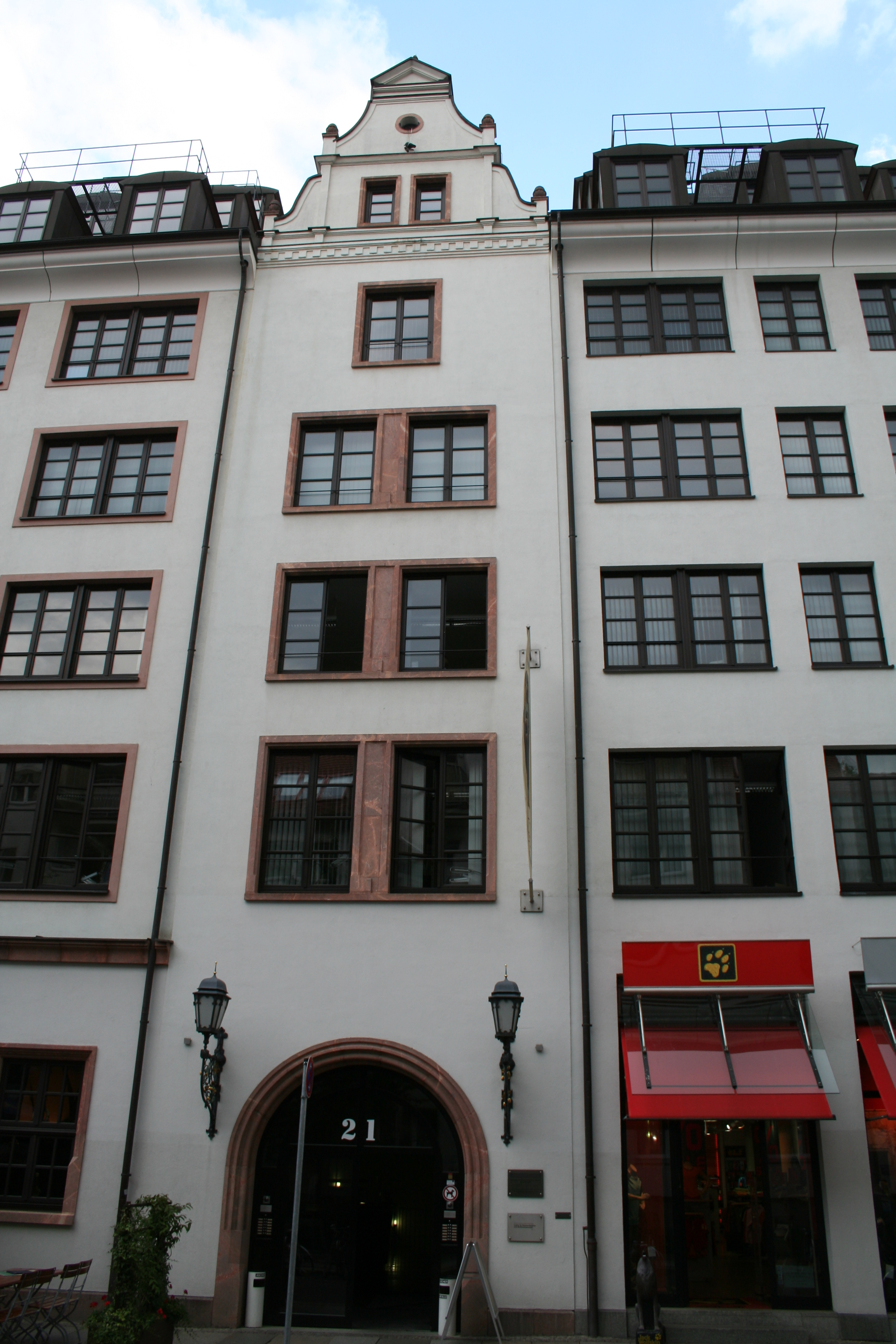
Entrée du musée égyptologique de Leipzig

Lors de ses voyages en Égypte, il a acquis beaucoup d'œuvres de petit format ; il a également rapporté  à Leipzig des résultats de ses fouilles (par exemple la tête en calcaire de la reine Néfertiti) avec l'autorisation du service des antiquités de l'époque.
Steindorff a fouillé à Gizeh entre 1903 et 1931. Le musée égyptien du Caire possède de nombreux objets qui ont été découverts lors de ses expéditions.
Après son retour en 1934, Steindorff a vécu quatre ans à Leipzig, avant d'émigrer aux États-Unis en 1939, pour éviter la persécution en tant que Juif dans l'Allemagne nazie.
Son nom a été donné au musée égyptologique de Leipzig.

## Publications
- The Religion of the Ancient Egyptians, New York, G.P. Putnam, 1905 (réimpr. Kessinger Publishing, 2007) (ISBN 978-1-4326-9864-5) :
- (en) When Egypt Ruled the East, Chicago Ill./London, Univ of Chicago Press, 1963, 288 p. (ISBN 0-226-77199-7) ;
- Explorations in Bible Land During the 19th Century, Gorgias Pr Llc, 2002 (ISBN 1-931956-52-9).
- (de) avec Uvo Hölscher, « Die Ausgrabung des Totentempels der Chephrenpyramide durch die SiEGLiN-Expedition 1909. », Zeitschrift für Ägyptische Sprache und Altertumskunde, vol. 46,‎ 1909, p. 1-12 (lire en ligne [PDF], consulté le 26 juin 2019).